# Bruno Cortez
Bruno Cortez (* 11. březen 1987) je brazilský fotbalista. Hraje na pozici levého obránce.

## Klubová kariéra
Se São Paulo FC vyhrál Copa Sudamericana 2012. Během hostování v Benfice získal roku 2014 portugalský titul. Působil také v Kataru a Japonsku. S klubem Grêmio Foot-Ball Porto Alegrense vyhrál v roce 2017 Pohár osvoboditelů. Od roku 2023 hraje za Mirassol FC.

## Reprezentační kariéra
Bruno Cortez odehrál za brazilský národní tým v roce 2011 celkem 1 reprezentační utkání.

## Statistiky
| Brazílie | Brazílie | Brazílie |
| Roky     | Zápasů   | Gólů     |
| -------- | -------- | -------- |
| 2011     | 1        | 0        |
| Celkem   | 1        | 0        |

## Aktivismus
Veřejně se přihlásil ke kampani Black Lives Matter.